# Арнау Тенас
Арнау Тенас Уренья (ісп. Arnau Tenas Ureña, 30 травня 2001, Вік) — іспанський футболіст, воротар «Парі Сен-Жермен». Олімпійський чемпіон 2024 року.

## Клубна кар'єра

### «Барселона»
Арнау Тенас почав займатися футболом у рідному клубі, перш ніж його помітили у 2005 році представники «Барселони» і запросили до свого тренувального центру Ла Масія.
У березні 2019 року він дебютував у складі «Барселони Б» у Сегунді Б у матчі проти «Теруеля» (2:1). Незабаром після цього він почав тренуватися зі старшою командою «Барселони» і 19 жовтня 2019 року він вперше з'явився в заявці основної команди на матч проти «Ейбара», але в підсумку не був включений в протокол і залишився на трибунах. Незабаром Тенас вперше потрапив на лаву запасних в матчі Ла Ліги проти «Алавеса».  
27 червня 2020 року Тенас продовжив свій контракт з «Барселоною» до червня 2023 року з клаусулою 100 мільйонів євро. Він був на лаві запасних у фіналі Кубка Іспанії 2021 року, коли «Барселона» обіграла «Атлетік» (Більбао) з рахунком 4:0.
Так і не зігравши жодного матчу за першу команду, 26 червня 2023 року він оголосив, що покине клуб після закінчення контракту, який спливав за кілька днів.

### «Парі Сен-Жермен»
30 липня 2023 року Тенас підписав трирічну угоду з клубом Ліги 1 «Парі Сен-Жермен», де приєднався до свого співвітчизника та нового тренера Луїса Енріке. Він зіграв свій перший матч у Лізі 1 проти «Гавра» 3 грудня 2023 року, замінивши Бредлі Барколя після того, як основний воротар клубу Джанлуїджі Доннарумма на 10 хвилині отримав червону картку.

## Виступи за збірну
Арнау Тенас зі збірною Іспанії до 17 років взяв участь у юнацькому чемпіонаті Європи, який відбувся в Англії у 2018 році. Він був основним воротарем команди, яка дійшла до чвертьфіналу, де була вибита Бельгією.
Згодом зі збірною до 19 років Тенас взяв участь у юнацькому чемпіонаті Європи 2019 року у Вірменії. Арнау знову був основним воротарем і зіграв усі матчі, а іспанці виграти турнір, здолавши Португалію у фіналі. Тенас не пропустив жодного голу у плей-оф турніру і був включений до символічної збірної змагання.
Протягом 2021—2023 років залучався до складу молодіжної збірної Іспанії. На молодіжному рівні зіграв у 13 офіційних матчах. У складі цієї команди ставав віцечемпіоном Європи 2023 року, у фінальній частині турніру виходив на поле у п'яти з шести іграх.
26 березня 2022 року Арнау Тенас був терміново викликаний Луїсом Енріке в збірну Іспанії замість Роберта Санчеса, який залишив збірну з особистих причин, втім на поле так і не вийшов.
26 червня 2024 року потрапив до заявки олімпійської збірної Іспанії для участі в матчах футбольного турніру на літніх Олімпійських іграх 2024 в Парижі.

## Особисте життя
Каталонець. У Арнау Тенаса є брат-близнюк, на ім'я Марк Тенас який також став футболістом і грає на позиції нападника. А батько і дід братів теж були футболістами й грали на нижчих рівнях на позиції воротаря.

## Титули і досягнення
- Чемпіон Франції (2):

«Парі Сен-Жермен»: 2023–24, 2024–25
- Володар Суперкубка Франції (1):

«Парі Сен-Жермен»: 2023
- Володар Кубка Франції (1):

«Парі Сен-Жермен»: 2024–25
- Переможець Ліги чемпіонів УЄФА (1):

«Парі Сен-Жермен»: 2024–25